# Competencia perfecta
La competencia perfecta es la situación de un mercado donde las empresas carecen de poder para manipular el precio (precio-aceptantes), y se da una maximización del bienestar. Esto resulta en una situación ideal de los mercados de bienes y servicios, donde la interacción de la oferta y demanda determina el precio.
En un mercado de competencia perfecta existen gran cantidad de compradores (demanda) y de vendedores (oferta), de manera que ningún comprador o vendedor individual ejerce influencia decisiva sobre el precio. 
El mercado bajo competencia perfecta, en la práctica, es un imaginario teórico. Y se puede entender que tenga un criterio moralista: todos son iguales ante el mercado competitivo. León Walras destacaba la justicia en el mercado competitivo por la libertad de cada individuo para buscar su propio beneficio en el mercado y por la eliminación de cualquier oportunidad para beneficiarse a expensas del otro. A pesar de este criterio moralista, los neoclásicos hicieron del mercado competitivo la base objetiva científica para comparar todo tipo de problemas económicos y sociales. La competencia, más que ser una forma de intercambio, se consolidó como un principio de organización del sistema económico.[cita requerida]

## Condiciones teóricas
Cuando se cumplan simultáneamente las condiciones que enuncian a continuación se dirá que un mercado es de competencia perfecta:
- La existencia de un elevado número de productores y consumidores en el mercado empresarial puede hacer que el comportamiento de este se asemeje al competencia perfecta. Al haber muchos vendedores pequeños en relación con el mercado, ninguno podría ejercer una influencia apreciable sobre los precios, en este caso se dice que los agentes son «precio aceptantes». La existencia de un elevado número de oferentes y demandantes implica que la decisión individual de cada una de estas partes ejercerá escasa influencia sobre el mercado global.
- Las empresas vendan un producto homogéneo en el mercado, por lo que al comprador le resulta indiferente un vendedor u otro. La homogeneidad del producto supone que no existen diferencias entre el producto que vende un oferente y el que venden los demás. El producto de cada empresa es un sustitutivo perfecto del que venden las demás empresas del sector. La existencia de diferentes marcas comerciales rompe este principio.
- Las empresas y los consumidores tengan información completa, gratuita y simétrica. La transparencia del mercado requiere que todos los participantes tengan pleno conocimiento de las condiciones generales en que opera el mercado. Los compradores aceptan los precios como exógenos y toman sus decisiones comparando precios, porque todos los consumidores dispondrían de la misma información sobre los precios y las cantidades ofertadas de los bienes.
- No haya barreras de entrada o salida al mercado, como tampoco problemas de reventa. Esta libertad de entrada y salida de empresas permite que todas las empresas participantes puedan entrar y salir del mercado de forma inmediata en cuanto lo deseen. Por ejemplo, si una empresa está produciendo zapatillas deportivas y no obtiene beneficios, abandonará esta actividad y comenzará a producir otros bienes que generen beneficios. Y también lo contrario, cualquier empresa podría acceder al mercado atraída por la existencia de altos beneficios.
- Movilidad perfecta de bienes y factores. Los costes de transporte deben ser despreciables, de tal manera que si dos oferentes ofrecen producto homogéneo el consumidor puede acudir a cualquiera de ellos con la misma dificultad y empleando un tiempo y costes similares.
- Sin costos de transacción, esto quiere decir, que ni los compradores ni las empresas incurren en costos para la transacción de dichos bienes. Esto es importante porque significa que no habría diferencias en la elección de una u otra empresa basado en un costo adicional por adquirir un bien.

La esencia de la competencia perfecta no está referida tanto en la rivalidad como a la dispersión de la capacidad del control que los agentes económicos pueden ejercer sobre la marcha del mercado. Esto se debe a que, cuanto más repartido esté el poder de influencia en las condiciones del mercado, menos eficaces serán las acciones discrecionales dirigidas a manipular la cantidad disponible de productos y los precios del producto. De acuerdo con Joan Robinson, en su ensayo ¿Qué es competencia perfecta? la define como la situación en que una empresa individual enfrenta una curva de demanda perfectamente elástica. Esto es una forma elegante de decir que hay un precio paramétrico, afirmación que puede extenderse a los consumidores.

## Condiciones reales
La competencia es una metodología analítica que aísla determinadas características de la sociedad moderna. Es decir, es un tipo de ideal -construcción mental- que poco tiene que ver con conceptos operacionales en la realidad.
A pesar de que las condiciones teóricas mencionadas arriba son muy restrictivas y son muy pocos los productos cuyos mercados las reúnen, el modelo de competencia perfecta es útil, no sólo porque es aplicable a ciertos productos agropecuarios y a muchos títulos-valores[cita requerida], sino también porque otros muchos mercados se aproximan a la competencia perfecta y es posible realizar predicciones basándose en el modelo de la competencia perfecta.
En los mercados de competencia perfecta las empresas que pretenden obtener mayores beneficios deben recurrir al máximo aprovechamiento de la tecnología, a incorporar los últimos avances en técnicas productivas. Por lo tanto, en una situación de competencia perfecta la búsqueda de mayores beneficios va asociada a la combinación más eficiente y rentable de los factores productivos y a la modernización tecnológica.[cita requerida]

## Equilibrio
En el mercado de competencia perfecta se alcanza el equilibrio por el encuentro entre la demanda del mercado (suma o agregación de la demanda de cada uno de los consumidores) y oferta de la industria (suma o agregación de la oferta de cada una de las empresas que trabajan en ese mercado). 
El equilibrio de mercado en competencia perfecta, es entendido como el precio que iguala la cantidad demandada con la ofrecida, es decir el punto donde la oferta y la demanda son exactamente iguales; Ahora bien, Existen diferentes plazos para definir el equilibrio. El "muy corto plazo" por decirlo así, implica que los factores utilizados en la producción es decir, tierra, trabajo y capital son constantes y la producción no se puede alterar junto con el número de productores en la industria. Así mismo el corto plazo difiere únicamente en que el factor trabajo es variable y la producción podría alterarse.
De acuerdo con Kreps (1990), el mediano plazo implica la posibilidad que los productores de una industria puedan reasignar los factores productivos, es decir puedan realizar cambios en las cantidades utilizadas de cada factor, y el número de firmas es constante. Por último el largo plazo, implica no solo que los factores puedan ser reasignados libremente, sino que el número de firmas o productores en la industria es variable, con lo cual, en el largo plazo, ninguna empresa nueva tiene cabida en el mercado, y las ya existentes tienen suficientes beneficios para seguir en él.
Este último resultado del equilibrio en el largo plazo es muy relevante para el análisis económico en general. Al existir libre competencia y libre entrada de firmas, el precio de un artículo en competencia perfecta es igual al mínimo costo posible en que un artículo puede ser producido, de manera tal que los beneficios de las firmas serán iguales a cero, los beneficios normales o iguales a cero son aquellos que cubren todos los costes incluyendo el costo de oportunidad del capital. (Joan Robinson los llama "beneficios normales"). Así si una industria presenta beneficios mayores a cero, esto incentivará a nuevas firmas a entrar en esa industria ocasionando que el precio se reduzca hacia su nivel de largo plazo, reduciendo al mismo tiempo los beneficios a cero.
Existen dos puntos de vista para ver la economía, el ortodoxo y el heterodoxo. La economía perfecta está ligada al punto de vista ortodoxo, sin embargo la economía ortodoxa se relaciona en general con el cuerpo teórico Neoclásico, junto con la consecuente formalización matemática.[cita requerida]